# ThyssenKrupp-Hochofenwerk Schwelgern

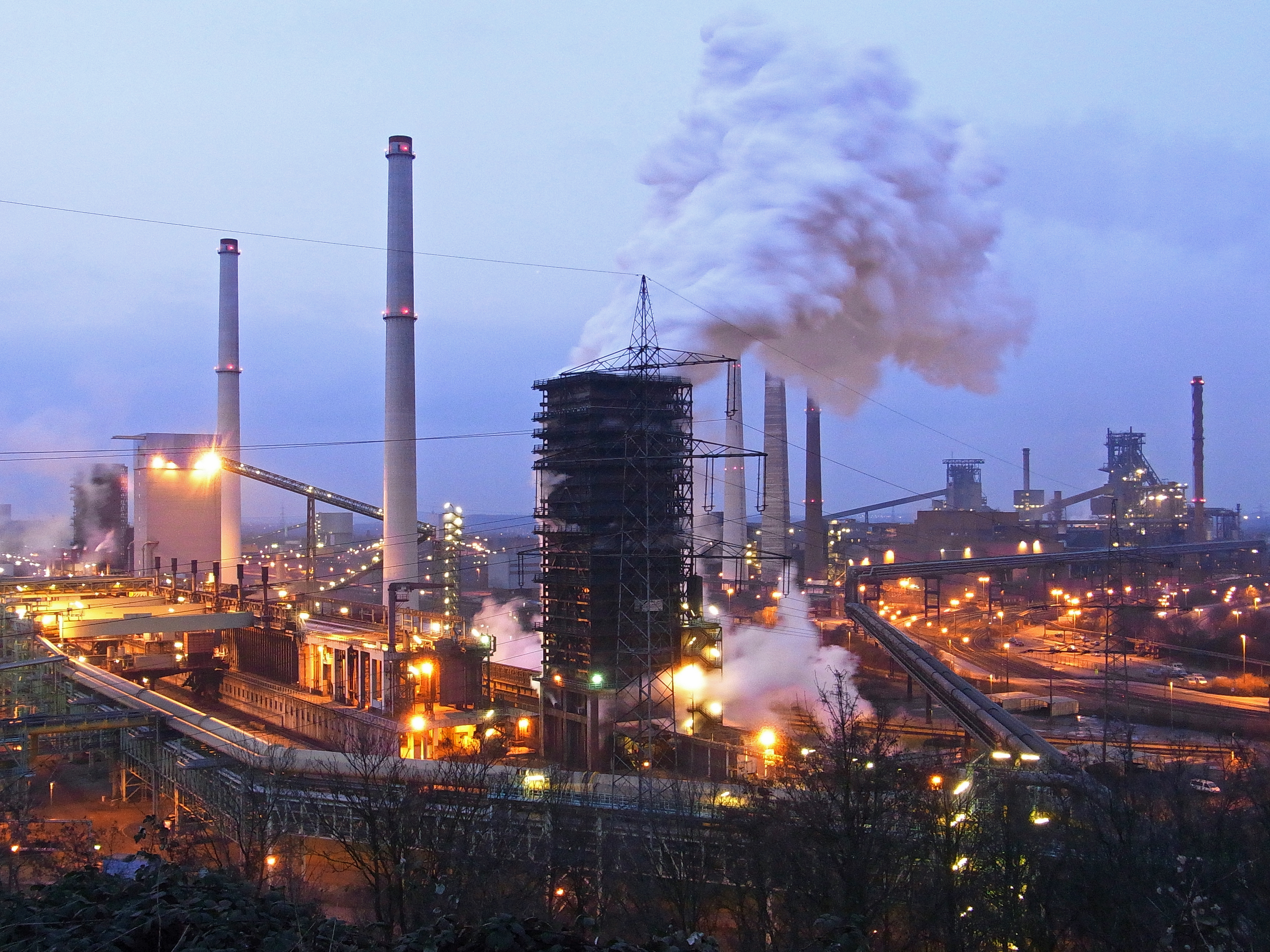
Blick vom Alsumer Berg auf die Kokerei Schwelgern (links im Vordergrund) und das Hochofenwerk Schwelgern (rechts im Hintergrund).

Das Thyssenkrupp-Hochofenwerk Schwelgern ist ein Hüttenbetrieb in Duisburg-Marxloh und Teil des größeren Stahlwerks Duisburg-Nord (ehemals August Thyssen-Hütte). Mit zwei Hochöfen und einer Sinteranlage wird hier Roheisen produziert. Seine beiden 250 Meter hohen Kamine, die zur Sinteranlage gehören, sind die höchsten Kamine eines Hüttenwerks in Deutschland. Der Werkshafen Schwelgern befindet sich ebenfalls in diesem Werksteil.

## Hochöfen
Hochofen Schwelgern 1 wurde erstmals am 13. Februar 1973 als damals weltgrößter Hochofen angeblasen. Er erschmilzt täglich rund 10.000 t Roheisen. Er wurde von Juli bis September 2021 teilerneuert.
Hochofen Schwelgern 2, der 1993 in Betrieb ging und ein Nutzvolumen von rund 4.800 Kubikmetern hat, ist mit einem Gestelldurchmesser von 14,9 Metern der größte Europas. Er erschmilzt täglich rund 12.000 t Roheisen. Er hat nach Firmenangaben in den ersten zwanzig Betriebsjahren über 75 Millionen Tonnen Roheisen produziert.
Im April 2005 hatte der Hochofen nach Angaben des Stahlinstituts VDEh knapp 44 Millionen Tonnen Roheisen produziert und damit einen Europarekord aufgestellt. Mitte Juni 2014 hat der Hochofen seine erste Ofenreise beendet; er wurde bis Ende September 2014 für 200 Mio. Euro zur zweiten Ofenreise runderneuert.